# 815 (numero)
Ottocentoquindici (815) è il numero naturale dopo l'814 e prima dell'816.

## Proprietà matematiche
- È un numero dispari.
- È un numero composto, con 4 divisori: 1, 5, 163, 815 . Poiché la somma dei suoi divisori (escluso il numero stesso) è 169 < 815, è un numero difettivo.
- È un numero semiprimo.
- È un numero odioso.
- È un numero congruente.
- È un numero intero privo di quadrati.
- È un numero palindromo e un numero ondulante nel sistema di numerazione posizionale a base 22 (1F1).
- È un numero a cifra ripetuta e palindromo nel sistema posizionale a base 28 (11).
- È parte delle terne pitagoriche  (489, 652, 815), (815, 1856, 2119), (815, 13272, 13297), (815, 66420, 66425), (815, 332112, 332113).
- È un numero colombiano nel sistema numerico decimale.

## Astronomia
- 815 Coppelia è un asteroide della fascia principale del sistema solare.
- NGC 815 sono galassie interagenti della costellazione della Balena.

## Astronautica
- Cosmos 815 è un satellite artificiale russo.

## Altri ambiti
- La Route nationale 815 è una strada statale della Francia.
- Tatra 815 è un modello di autocarro.